# Liza Li
Pour les articles homonymes, voir LI.
Liza Li (née Liza Wilcke le 30 mars 1988 à Düsseldorf) est une chanteuse allemande. 
L'un de ses plus grands succès est Sterben. Son premier album s'intitule 18 (Warner, 2006).